# Dammkoog
Koordinaten: 54° 25′ 32″ N, 9° 4′ 55″ O
Der Dammkoog (ehemals „Moorbergkoog“) ist ein Koog auf der Halbinsel Eiderstedt im schleswig-holsteinischen Kreis Nordfriesland.
Er liegt im Dreieck von Koldenbüttel, Südermarsch und Witzwort. Bedeichungsjahr: 1489, Größe: 522 Hektar, Deichlänge: rund 4,3 Kilometer.
Die Bedeichung wurde von zwei Seiten begonnen, da mitten durch den Koog die politische Grenze verlief. Der nördliche Teil wurde von den Südergoeshardern gebaut, der südliche von den Koldenbüttlern. Mit seiner Fertigstellung war die Insellage Eiderstedts beendet.
Wann mit der Gewinnung des Dammkooges begonnen wurde, ist urkundlich nicht belegt. Die Bewohner von Wisch, Rantrum und Mildstedt sollen sich aufgrund des schlechten Zustandes ihrer Deiche, und die Beeinträchtigungen durch Nachbardeiche, zusammen an den Schleswiger Bischof Nikolaus IV. Wulf (1429–1474) und den Amtmann von Gottorf Paul Sehestedt gewandt haben, um die Erlaubnis des Königs zur Durchdämmung der Nordereider nach Nobiskrug einzuholen, die sie auch erhielten. Es soll dann zu einer Vereinbarung zwischen den Bewohnern der Geest und denen von Koldenbüttel gekommen sein, nach der von jeder Seite die Hälfte der Deiche errichtet und unterhalten werden sollte. Mit Urkunde vom 30. Juni 1489 erhielt der Amtmann 24 Demath deichfreies Land im neuen Koog. Nach Iven Knutzen soll das Gebiet als Pauls Koog bezeichnet worden sein und sogar 40 Demath umfasst haben, welches Sehestedt als Dank für den tatkräftigen, bewaffneten Einsatz zur Fertigstellung des Dammes gegeben wurde, da auf Anstiften der Nordstrander und Utholmer zur Aufrechterhaltung der Schifffahrt der Deichbau dreimal sabotiert worden war.